# The Report
The Report är en amerikansk politisk thrillerfilm i regi av Scott Z. Burns. Den hade premiär på Sundance Film Festival januari 2019.
Filmen är baserad på den verkliga historien om framställningen av en rapport som undersökte i vilken utsträckning Central Intelligence Agency använt sig av tortyr i kölvattnet av 11 september-attackerna.
Annette Bening nominerades till flera priser på grund av sin skådespelarinsats, bland annat vid Golden Globe-galan 2020.

## Rollista
| Adam Driver    | – Daniel Jones             |
| Annette Bening | – senator Dianne Feinstein |